# Franco Arrigoni
Franco Arrigoni (Bergamo, 20 dicembre 1947 – 3 gennaio 2024) è stato un cestista italiano.

## Carriera
Ala-guardia di 197 cm per 84 kg, buon difensore, giocò in Serie A1 e Serie A2 con la Fortitudo Bologna dal 1975 al 1980 (diventandone capitano), e con il Basket Mestre, dove nel 1983 dovette concludere la carriera agonistica, fermato a causa di problemi cardiaci (e del consecutivo non rilascio del nulla-osta medico sportivo).
Dopo il ritiro agonistico, visse nell'entroterra veneziano, e continuò a seguire il basket, sia come giocatore che come allenatore, in varie squadre della provincia di Venezia. Dal 2008 al 2023 allenò nella società Nuova Pallacanestro Dese, di Piombino Dese, vedendo passare intere generazioni dal minibasket alle categorie senior.
Morì il 3 gennaio 2024 all'età di 76 anni.